# Павол Добшинський
Павол Добшинський (словац. Pavol Dobšinský; 16 березня 1828, Славошовце — 22 жовтня 1885, Дрієнчани) — словацький збирач фольклору та письменник періоду романтизму та представник «штуровської генерації». Найбільш відомий тим, що створив найбільшу та найповнішу збірку словацьких народних казок Prostonárodné slovenské povesti (Простонародні словацькі оповідання), видану самостійно у серії з восьми книг з 1880 по 1883 рік. Павол Добшинський посів 70-те місце в опитуванні Радіо і телебачення Словаччини «Найвеличніший словак» у 2019 році.

## Творчість
Початок його літературної творчості припадає на час навчання в Євангелічному ліцеї. Вже тоді він писав вірші в дусі штурівської поезії. В основному це були вірші на основі народної пісні, патріотичні та алегоричні вірші. Він також послідовно перекладав зі світової поезії. Його переклади Байрона, Ламартіна, Міцкевича поступово публікувалися в різних журналах. Видавав рукописний журнал «Голубиця», редагував журнал «Сокіл», рецензував альманахи «Конкордія» та «Липа». Як редактор долучився до видання літературних творів Янека Чаяка, Яна Ботти та Людовіта Кубані.
Більшість його робіт були присвячені фольклору. Він систематично збирав і записував пісні, прислів'я, приказки, загадки, ігри, звичаї та забобони. Перед публікацією він позбавив їх первісної еротики та соковитого гумору, що зробило народні твори (спочатку призначені для дорослих) популярними і придатними для дитячого читача. Вперше він опублікував збірку словацьких казок у Slovenské povesti (Словацькі оповідання) з 1858 по 1861 рік у 6 томах, яка містила загалом 64 оповідання. У 1880 році, всього за п'ять років до смерті, він опублікував збірку Prostonárodnie obyčaje, povery a hry slovenské (Прості народні словацькі звичаї, забобони та ігри). Того ж року він також почав публікувати власним коштом серію томів повнішої та більшої збірки словацьких народних казок Prostonárodnie slovenské povesti (Простонародні словацькі оповідання). Він продовжував публікувати нові томи цієї праці до 1883 року, довівши загальну кількість до 90 оповідань у 8 томах. Ці твори й досі вважаються найважливішими та найрепрезентативнішими збірками словацького фольклору, хоча їх неодноразово переписували, а також видавали у понад двадцяти одній країні світу. До сьогодні вони залишаються одними з найпопулярніших словацьких книг, коли-небудь написаних.

## Особисте життя
Павол Добшинський народився у сім'ї євангельського парафіяльного священика в Славошовцях. Освіту здобув у гімназіях Рожняви та Мішкольця. З 1840 року навчався в євангелічному ліцеї в Левоча.
У 1850 році успішно закінчив навчання і склав парафіяльний іспит. У 1848—1849 роках вступив до революційної армії, а згодом став солдатом імператорської армії. У 1850—1852 роках працював у Ревуці помічником євангелічного пастора та етнографа Самуеля Ройса. Завдяки своєму роботодавцю почав збирати і публікувати словацький фольклор. З 1852 року працював помічником редактора журналу «Slovenské pohľady», згодом у 1853—1855 роках працював капеланом у Брезно разом з Яном Чалупкою, у 1858—1861 роках — професором словацької мови та літератури в Банській Штявниці, і, нарешті, оселився в Дрієнчанах, де з 1861 року працював священиком. Помер 22 жовтня 1885 року від важкого запалення легенів.
Він одружувався двічі — перший раз на Пауліні Шмідт. Його другою дружиною була Адела Медвецька-Чаякова, вдова Янека Чаякова і сестра Терези Ванс.

## Екранізації
На основі записаного Добшинським фольклору було знято декілька телефільмів.
- Zlatý kolovrátok(телефільм, 1995) Словаччина.
- O Jankovi klúciarovi (телефільм, 1994) Словаччина.
- Dlhý, Siroký, Bystrozraký (телефільм, 1994) Словаччина.
- Ruzová Anicka (телефільм, 1991) Чехословаччина.
- Prorok Rak (телефільм, 1989) Чехословаччина.
- Tri priadky (телефільм, 1988) Чехословаччина.
- О zivej vode (телефільм, 1988) Чехословаччина, ФРН, Австрія, Італія, Іспанія, Франція.
- Mahuliena zlatá panna (телефільм, 1987) Чехословаччина.
- Zlatná krajina (телефільм, 1985) Чехословаччина.
- Drevená krava (телефільм, 1984) Чехословаччина.
- Nebojsa (телефільм, 1981) Чехословаччина.
- Carodejný nápoj (телефільм, 1971) Чехословаччина.

## Твори онлайн
- Prostonárodnie obyčaje, povery a hry slovenské (plný text diela)
- Prostonárodné slovenské povesti — Prvý zväzok (plný text diela)
- Prostonárodné slovenské povesti — Druhý zväzok (plný text diela)
- Prostonárodné slovenské povesti — Tretí zväzok (plný text diela)
- ŠKULTÉTY, A. H. Slovenské povesti Kniha 1. Povesti prastarých báječných časov., Rožňava: [s.n.], 1858. 401 s. Університетська бібліотека Братислави.
- Prostonárodné slovenské povesti: Sošit 1, 2, 3, 4, 5, 6, 7, 8., Turčiansky Sv. Martin: Kníhtlač. úč. spolok, 1911. 96, 96, 96, 96, 93, 96, 96, 96 s. — Університетська бібліотека Братислави.
- Ľudové rozprávky na stiahnutie PDF.